# Ride (Orleans)
Ride is een studioalbum van de muziekgroep Orleans. Na twee albums die vooral de Japanse markt moesten bedienen, verscheen in 1996 een album die uitgebracht werd door Dinosaur Entertainment in de Verenigde Staten. Distributie vond plaats via Sony BMG. Niet alle tracks van het album bevatten nieuwe muziek, sommige tracks waren al te horen op Analog men. Ook een andere geschiedenis herhaalde zich. Dinosaur Entertainment ging failliet, zodat ook dit album moeilijk te verkrijgen was. 

## Musici
Orleans is weer gekrompen tot drie man:
- John Hall – zang, gitaar
- Larry Hoppen – zang, gitaar, toetsinstrumenten
- Lance Hoppen – zang, basgitaar

Met
- Brian Doherty – slagwerk (1, 8, 11)
- Bob Leinbach – achtergrondzang (2,10, 12, 13)
- Peter O’Brien - slagwerk (2, 9, 10, 12,13)
- Eric Parker – slagwerk (3, 4, 5, 6 )
- Jonell Mosser – achtergrondzang (10)

## Muziek
| Nr. | Titel                                                                           | Duur |
| --- | ------------------------------------------------------------------------------- | ---- |
| 1.  | If we never meet again (Jules Shear)                                            | 4:20 |
| 2.  | I’m on your side (John & Johanna Hall, Mosser)                                  | 4:39 |
| 3.  | Heaven (heropname) (Reinbach, Hall, Hoppen, Hoppen)                             | 5;13 |
| 4.  | One tribe (John & Johanna Hall, Mosser)                                         | 5:17 |
| 5.  | The great divide (Larry Hoppen, John Hall)                                      | 4:02 |
| 6.  | Ride (John & Johanna Hall)                                                      | 4:18 |
| 7.  | In my dream (Lance Hoppen, Larry Knechtel)                                      | 3:36 |
| 8.  | Yestertime (Larry Hoppen, Leinbach)                                             | 5:02 |
| 9.  | Earth out tonight (John & Johanna Hall)                                         | 4:18 |
| 10. | Plastic money (John Hall)                                                       | 4:43 |
| 11. | Looking for the light (Larry Hoppen)                                            | 3:41 |
| 12. | Loves not just for other people (heropname) (Larry Hoppen, John Hall, Leinbach) | 4:21 |
| 13. | Analog man (heropname) (John & Johanna Hall)                                    | 6:44 |